# Чапаевка (Северо-Казахстанская область)
Чапаевка (каз. Чапаевка) — село в Жамбылском районе Северо-Казахстанской области Казахстана. Входит в состав Первомайского сельского округа. Код КАТО — 594657400.

## География
Расположено между озёрами Кужи и Песчаное.

## История
Село Исаевское основано в 1896 г. В 1904 году открыта школа.

## Население
В 1999 году население села составляло 243 человека (125 мужчин и 118 женщин). По данным переписи 2009 года, в селе проживало 185 человек (86 мужчин и 99 женщин).